# Асатурян, Георгий Гарегинович
Асатурян, Георгий Гарегинович (15 марта, 1924 г., Тифлис — 8 марта, 2013 г., Ереван, РА) — Заслуженный деятель искусств, Заслуженный деятель спорта

## Образование
В 1951 году окончил режиссёрский факультет Ереванского государственного театрального института. Руководитель курса — профессор В. Варданян.

## Трудовая и общественная деятельность
Общественную деятельность начал в качестве первого секретаря спандарянского райкома комсомола, далее — в качестве третьего секретаря ЦК.
1954—1958 г.г.- заместитель начальника главного управления по делам искусств при министерстве культуры Армянской ССР
1958—1963 гг.- директор и режиссёр Государственной филармонии Армении
1963-1967гг․- председатель Спорткомитета Армении
1968-1969гг․- заместитель председателя Комитета кинематографистов и кинофикации Армении
1969-1976гг․- ответственный секретарь Союза кинематографистов Армении и директор экспериментального производственно-творческого объединения «Экран»
1976—1986 гг.- генеральный директор и главный режиссёр объединения «Айамерг»
1986—1991 гг. — директор киностудии «Арменфильм»
1991—1993 гг.- директор коммерческого объединения при киностудии «Арменфильм»
1993—2006 гг. — директор спортивно-культурного экономического ООО «Арарат-Олимп»

## Достижения
Усилиями Г. Асатуряна был создан ансамбль песни и танца Татула Алтуняна, основан Государственный ансамбль танца Армении, положено начало празднику армянской культуры «Золотая осень». По его инициативе был дан старт строительству олимпийской спортбазы в Цахкадзоре.